# Óscar Tabárez
Óscar Wáshington Tabárez Silva (Montevideo, 1947. március 3. –) uruguayi labdarúgó, 2006-tól 2021-ig az uruguayi válogatott szövetségi kapitánya volt.

## Pályafutása
2021 novemberében az Uruguayi labdarúgó-szövetség 15 év után menesztette a szövetségi kapitány posztjáról, mivel irányításával a válogatott a hetedik helyen állt a dél-amerikai világbajnoki selejtezőn.

## Sikerei, díjai

### Edzőként
Peñarol
- Copa Libertadores (1): 1987

Boca Juniors
- Argentin bajnok (1): 1992 (Apertura)
- Copa Master de Supercopa (1): 1992

Uruguay
- Pánamerikai játékok (1): 1983
- Copa América (1): 2011

## Statisztikája szövetségi kapitányként
2021. november 16-án lett frissítve.
| Csapat             | Nemzet   | –tól                | –ig                | Mérleg     | Mérleg | Mérleg | Mérleg | Mérleg |
| M                  | GY       | D                   | V                  | Győzelem % |        |        |        |        |
| ------------------ | -------- | ------------------- | ------------------ | ---------- | ------ | ------ | ------ | ------ |
| Uruguay            | uruguay  | 1988. szeptember 1. | 1990. július 1.    | 34         | 17     | 8      | 9      | 50     |
| Uruguay (olimpiai) | uruguay  | 2012                | 2012               | 6          | 3      | 1      | 2      | 50     |
| Uruguay            | uruguay  | 2006. február 13.   | 2021. november 19. | 194        | 94     | 49     | 51     | 48.45  |
| összesen           | összesen | összesen            | összesen           | 257        | 122    | 65     | 70     | 47.47  |

## Fordítás
Ez a szócikk részben vagy egészben  az   Óscar Tabárez című angol Wikipédia-szócikk fordításán alapul.  Az eredeti cikk szerkesztőit annak laptörténete sorolja fel. Ez a jelzés csupán a megfogalmazás eredetét és a szerzői jogokat jelzi, nem szolgál a cikkben szereplő információk forrásmegjelöléseként.